# Shaveh (Markazi)
Shaveh (en persa: شاوه‎; también romanizado como Shāveh) es una aldea en el distrito rural de Khondab, en el distrito central del condado de Khondab, provincia de Markazi, Irán. En el censo de 2006, su población era de 330, en 93 familias.

## Clima
La temperatura media anual es de 12.78 °C, la máxima promedio es de 32.06 °C y la mínima promedio es de -9.07 °C. La precipitación media anual es de 285 mm.
| Parámetros climáticos promedio de Shaveh | Parámetros climáticos promedio de Shaveh | Parámetros climáticos promedio de Shaveh | Parámetros climáticos promedio de Shaveh | Parámetros climáticos promedio de Shaveh | Parámetros climáticos promedio de Shaveh | Parámetros climáticos promedio de Shaveh | Parámetros climáticos promedio de Shaveh | Parámetros climáticos promedio de Shaveh | Parámetros climáticos promedio de Shaveh | Parámetros climáticos promedio de Shaveh | Parámetros climáticos promedio de Shaveh | Parámetros climáticos promedio de Shaveh | Parámetros climáticos promedio de Shaveh |
| Mes                                      | Ene.                                     | Feb.                                     | Mar.                                     | Abr.                                     | May.                                     | Jun.                                     | Jul.                                     | Ago.                                     | Sep.                                     | Oct.                                     | Nov.                                     | Dic.                                     | Anual                                    |
| ---------------------------------------- | ---------------------------------------- | ---------------------------------------- | ---------------------------------------- | ---------------------------------------- | ---------------------------------------- | ---------------------------------------- | ---------------------------------------- | ---------------------------------------- | ---------------------------------------- | ---------------------------------------- | ---------------------------------------- | ---------------------------------------- | ---------------------------------------- |
| Temp. máx. media (°C)                    | 8.04                                     | 10.51                                    | 14.80                                    | 19.34                                    | 24.29                                    | 30.14                                    | 32.06                                    | 31.63                                    | 26.42                                    | 20.99                                    | 15.08                                    | 9.08                                     | 20.2                                     |
| Temp. media (°C)                         | −0.52                                    | 1.97                                     | 6.24                                     | 10.79                                    | 15.75                                    | 21.57                                    | 25.79                                    | 25.36                                    | 20.11                                    | 14.72                                    | 8.79                                     | 2.80                                     | 12.8                                     |
| Temp. mín. media (°C)                    | −9.07                                    | −6.6                                     | −2.33                                    | 2.22                                     | 7.18                                     | 13.01                                    | 19.49                                    | 19.06                                    | 13.87                                    | 8.43                                     | 2.50                                     | −3.48                                    | 5.4                                      |
| Precipitación total (mm)                 | 45                                       | 35                                       | 49                                       | 38                                       | 35                                       | 8                                        | 0                                        | 1                                        | 1                                        | 7                                        | 25                                       | 41                                       | 285                                      |
| Fuente n.º 1:                            |                                          |                                          |                                          |                                          |                                          |                                          |                                          |                                          |                                          |                                          |                                          |                                          |                                          |
| Fuente n.º 2:                            |                                          |                                          |                                          |                                          |                                          |                                          |                                          |                                          |                                          |                                          |                                          |                                          |                                          |